# Evacuation Day (New York)

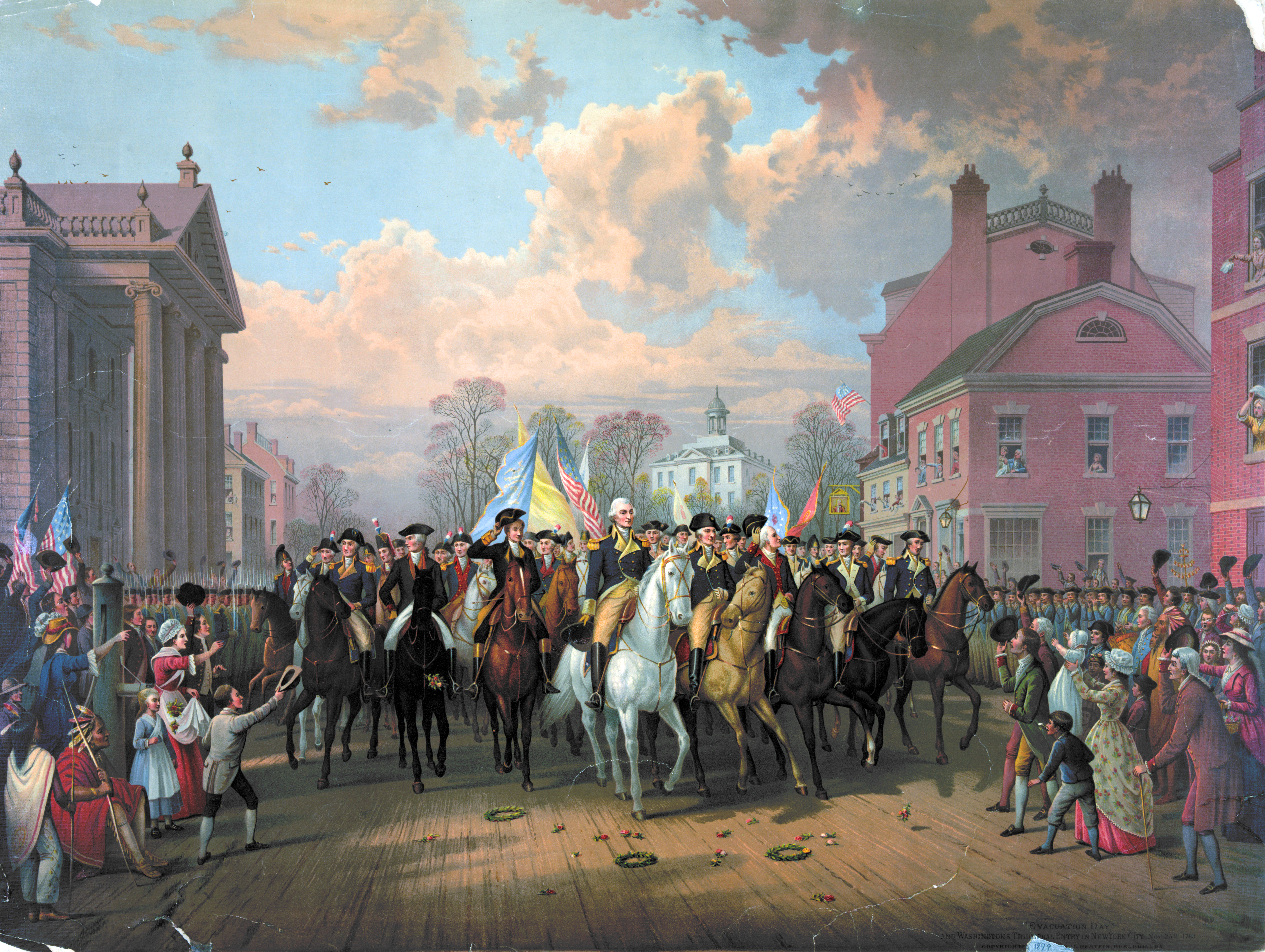
Evacuation Day: Washington entra trionfalmente in New York il 25 novembre 1783. Stampa, Library of Congress Prints and Photographs Division Washington, D.C. 20540 USA.

Lo Evacuation Day (25 novembre) commemora il giorno del 1783 in cui le truppe britanniche partirono da New York City sull'isola di Manhattan, al termine della Guerra d'indipendenza americana. Dopo l'uscita del British Army, il generale George Washington guidò trionfalmente il Continental Army dal suo ultimo accampamento, a nord della città, attraverso il Fiume Harlem lungo tutta Manhattan fino a The Battery, all'estremità sud di Broadway.
Si dice che l'ultimo colpo della guerra sia stato sparato in questo giorno: un artigliere britannico avrebbe sparato una cannonata alla folla che lo derideva sulla riva di Staten Island, mentre la nave passava attraverso The Narrows all'imboccatura del porto di New York. Il colpo non raggiunse la riva.

## Contesto storico

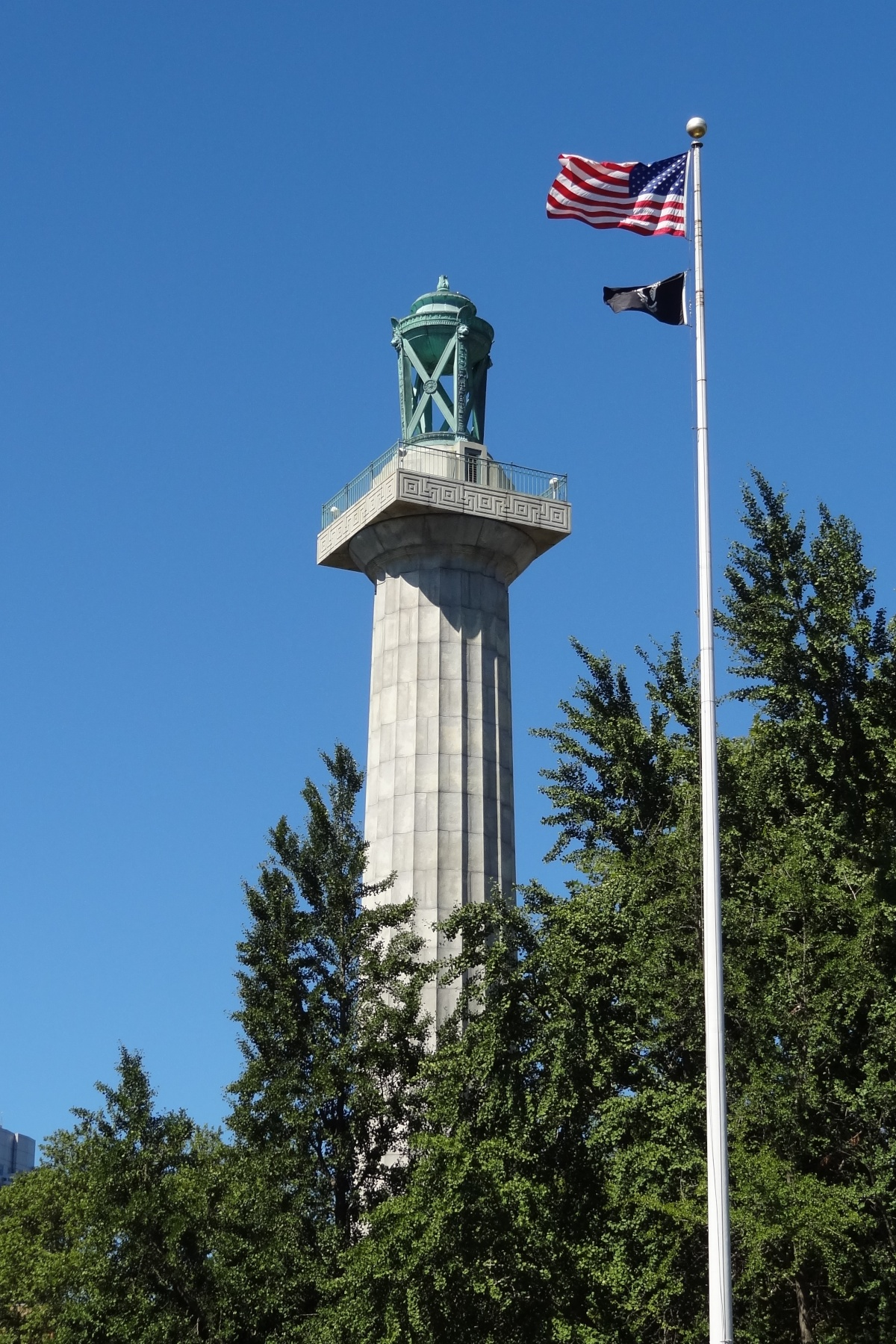
Prison Ship Martyrs' Monument, Wallabout Bay, East River, (ora Fort Greene Park), New York-Brooklyn

Dopo le devastanti perdite subite alla Battaglia di Long Island il 27 agosto 1776, il generale Washington fece ripiegare il Continental Army attraverso l'East River traendo profitto sia della ritirata sia dell'azione di contenimento delle ben addestrate truppe della Maryland Line presso il Canale Gowanus, e una serata nebbiosa occultò le barche e le chiatte che evacuavano le truppe verso l'isola di Manhattan.
I Continentals di Washington in seguito si ritirarono a nord e ad ovest all'esterno della città e dopo la Battaglia di Harlem Heights, la successiva azione presso i forti fluviali di Fort Washington e Fort Lee sull'angolo nordoccidentale dell'isola lungo il fiume Hudson del novembre 1776, evacuarono l'isola di Manhattan.
Si diressero a nord verso la Contea di Westchester, combatterono una battaglia di rallentamento a White Plains, e ripiegarono attraverso il New Jersey nella Campagna di New York e del New Jersey.
Per il resto della guerra d'indipendenza, gran parte di quella che oggi consideriamo Greater New York fu sotto controllo britannico. New York City (che occupava allora solo la punta meridionale di Manhattan, fino all'odierna Chambers Street), divenne, sotto l'ammiraglio della flotta Richard Howe, I conte Howe e suo fratello William Howe, generale del British Army, il centro di comando politico-militare britannico nell'America britannica. David Mathews era il sindaco di New York durante l'occupazione britannica. Molti dei civili che continuarono a risiedere nella città erano lealisti.
Il 21 settembre 1776 la città subì un devastante incendio di incerta origine, dopo l'evacuazione del Continental Army di Washington e al principio dell'occupazione da parte del British Army. Con centinaia di case distrutte, molti residenti furono costretti a vivere in alloggi di fortuna ricavati da vecchie navi. Inoltre, più di 10 000 soldati e marinai rivoluzionari morirono di stenti per il pessimo regime detentivo loro riservato sulle navi prigione nelle acque di New York (Wallabout Bay) durante l'occupazione britannica — morirono più patrioti in tali navi di quanti ne caddero complessivamente in battaglie di quella guerra. Questi uomini sono ricordati dal Prison Ship Martyrs' Monument, che conserva anche le spoglie di alcuni di loro, sito a Fort Greene Park (Brooklyn).

## Storia dell'evento

### Evacuazione britannica da New York
Alla metà di agosto 1783, Sir Guy Carleton, al tempo l'ultimo comandante di British Army e Royal Navy di quel che restava dell'America britannica, ricevette ordini dai superiori di Londra per evacuare New York. Informò allora il presidente del Congresso della Confederazione che stava procedendo con il conseguente rientro dei rifugiati, schiavi liberati e personale militare quanto prima, non potendo indicare una data precisa poiché il numero di rifugiati che raggiungevano la città in quel momento aumentava enormemente. Alla fine dalla città furono evacuati più di 29 000 lealisti. I britannici evacuarono verso Nuova Scozia, Florida orientale, Caraibi e Londra anche più di 3 000 Black Loyalists (ex schiavi che si erano liberati dagli americani, unendosi allo schieramento britannico), e rifiutarono di restituirli ai loro padroni e sorveglianti americani, come pure sarebbe stato previsto dal Trattato di Parigi. La Black Brigade (composta appunto di combattenti neri) fu tra gli ultimi a partire.
Carleton indicò come data finale di evacuazione il mezzogiorno del 25 novembre 1783. Un aneddoto di Alexander Anderson narra di un battibecco tra un ufficiale britannico e la proprietaria di una casa d'affitto, che aveva avuto l'ardire di esporre la bandiera americana prima di mezzogiorno. Dopo la partenza dei britannici, la città fu presa in consegna da truppe americane comandate dal generale Henry Knox.
L'entrata in città del generale Washington fu ritardata dall'avvistamento di una bandiera britannica, ancora esposta, che andava rimossa. Una Union Jack era stata inchiodata sull'asta di Fort George presso the Battery all'estremo sud di Manhattan come atto finale di sfida, e l'asta cosparsa di grasso. Dopo che diversi uomini avevano inutilmente tentato di strappare i colori britannici, furono costruiti dei pioli in legno inchiodati all'asta ed il veterano dell'esercito John Van Arsdale, con l'aiuto di una scala, riuscì a scalare l'asta, strappare la bandiera e sostituirla con le Stars and Stripes prima che la flotta britannica fosse completamente sparita dalla vista.
Lo stesso giorno fu piantato un albero della libertà con una bandiera presso la New Utrecht Reformed Church, ed ancora oggi ne esiste uno simile. Un altro albero della libertà fu eretto a Jamaica (Queens) nel corso di una cerimonia del dicembre dello stesso anno.

### Entrata di George Washington a New York
Sette anni dopo che si era ritirato da Manhattan (16 novembre 1776), il generale Washington e il governatore di New York George Clinton ripresero possesso di Fort Washington sull'angolo nordoccidentale dell'isola di Manhattan e poi condussero il Continental Army in una marcia trionfale lungo il percorso fino al centro dell'isola a Broadway e a fino a "the Battery" (l'odierno Battery Park). Durante la sua permanenza, Washington incontrò Hercules Mulligan, dissolvendo i sospetti su costui, sarto di professione ufficiale, ed anche spia per i rivoluzionari (ma pure taluni lo ritenevano un probabile lealista).

### Iconografia

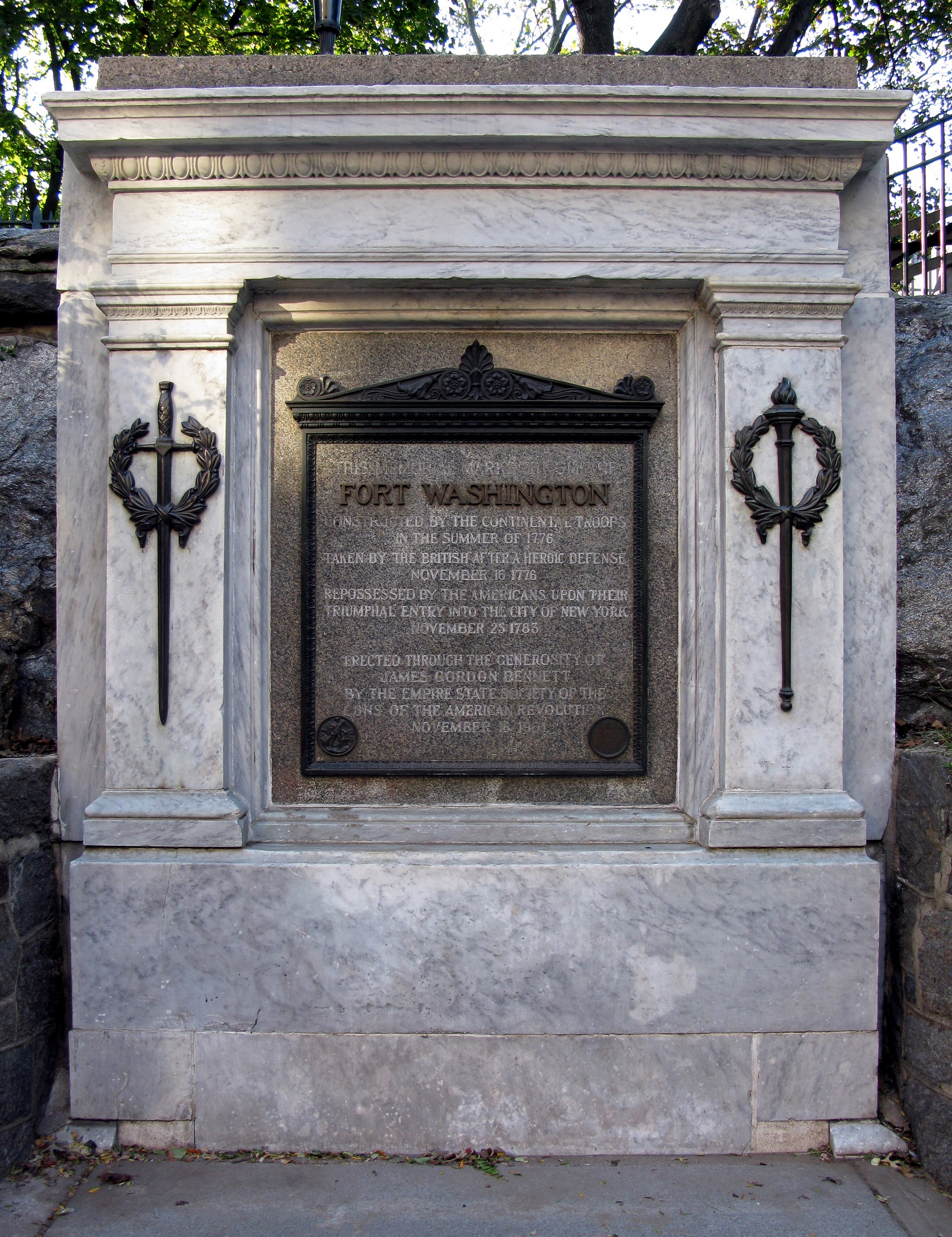
Monumento a Bennett Park ricorda il 16 novembre 1776 ritirata e il 25 novembre 1783 trionfale rientro delle forze americane
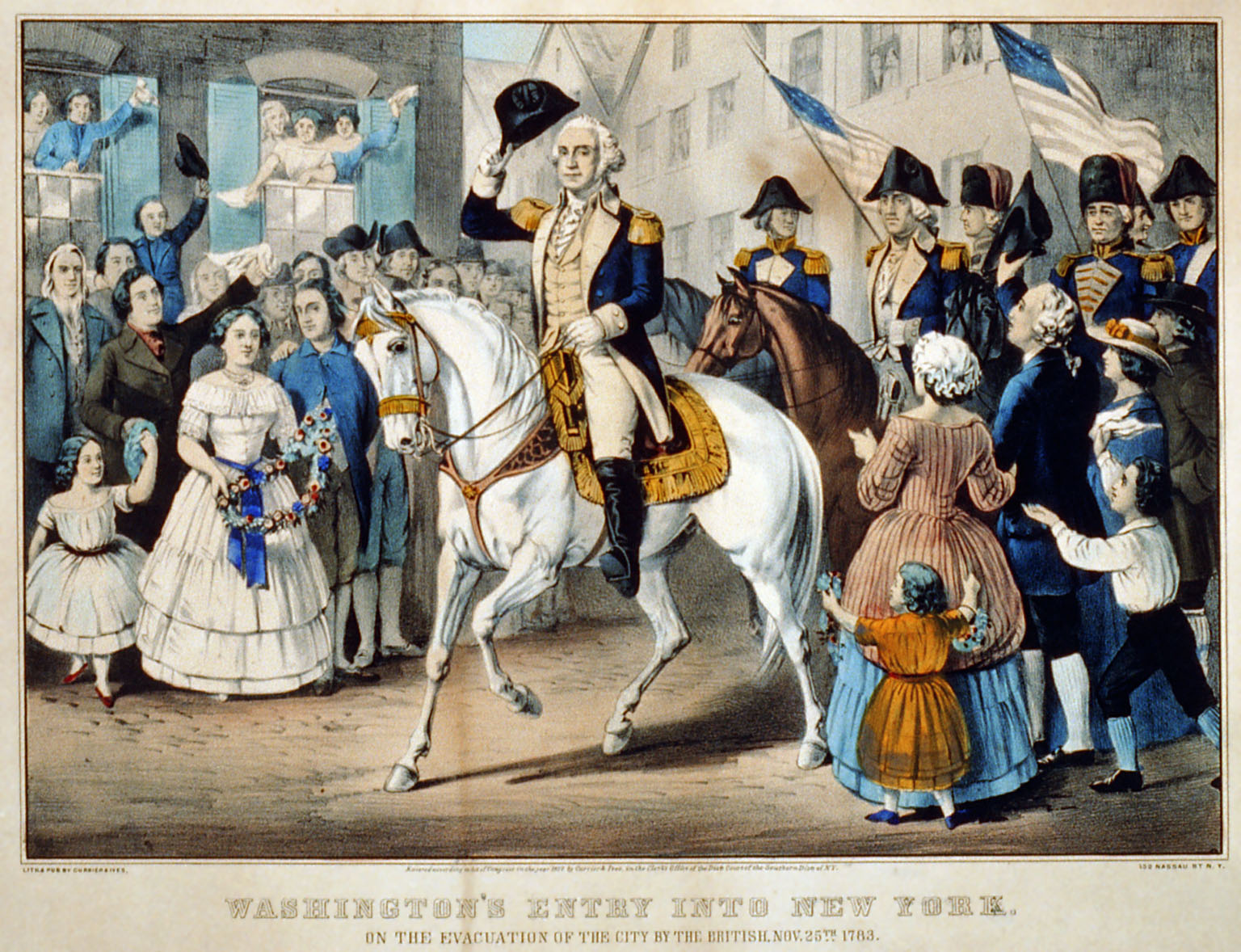
Washington's Entry into New York di Currier & Ives
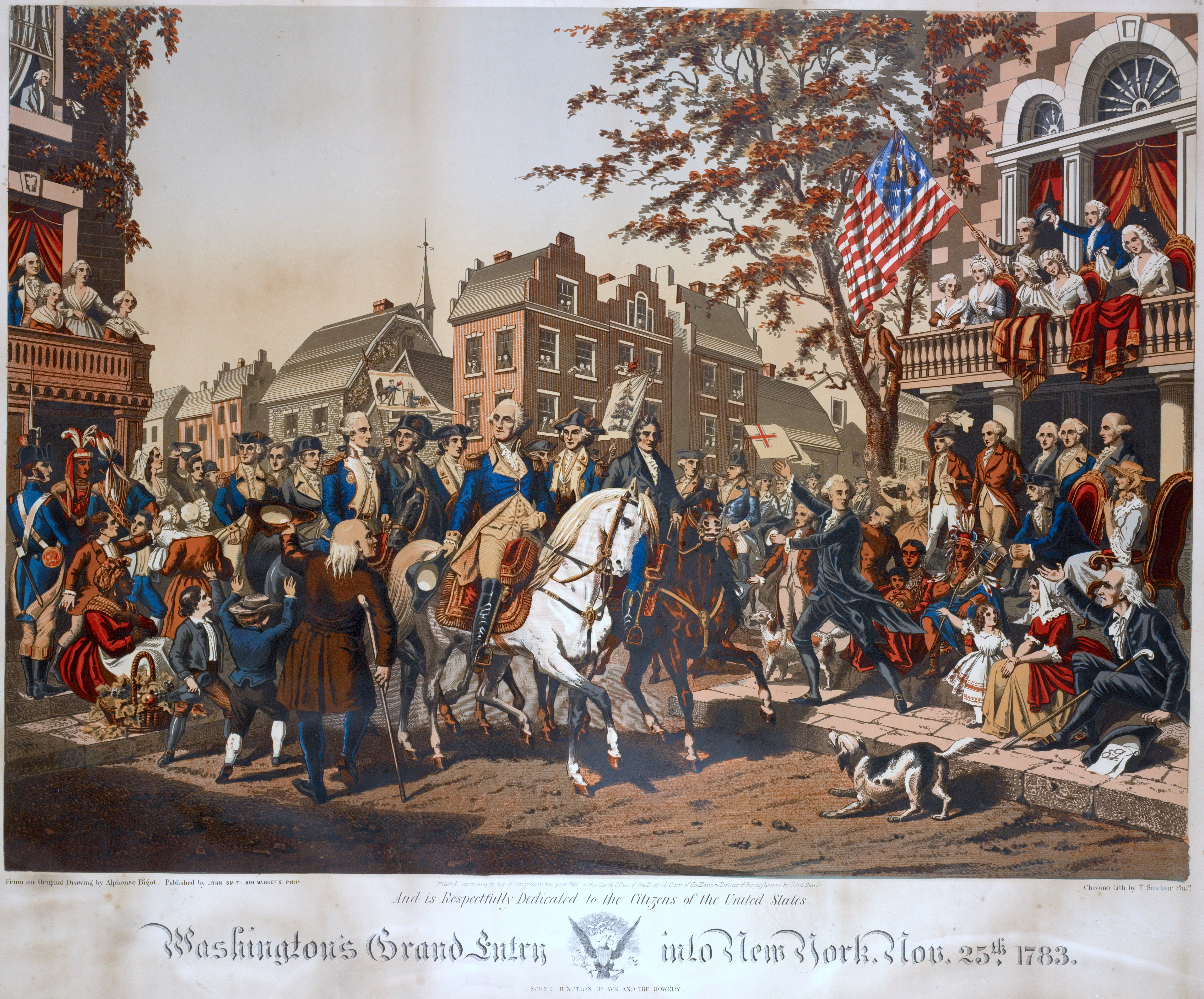
Washington's Grand Entry into New York, Nov. 25th, 1783 di Alphonse Bigot
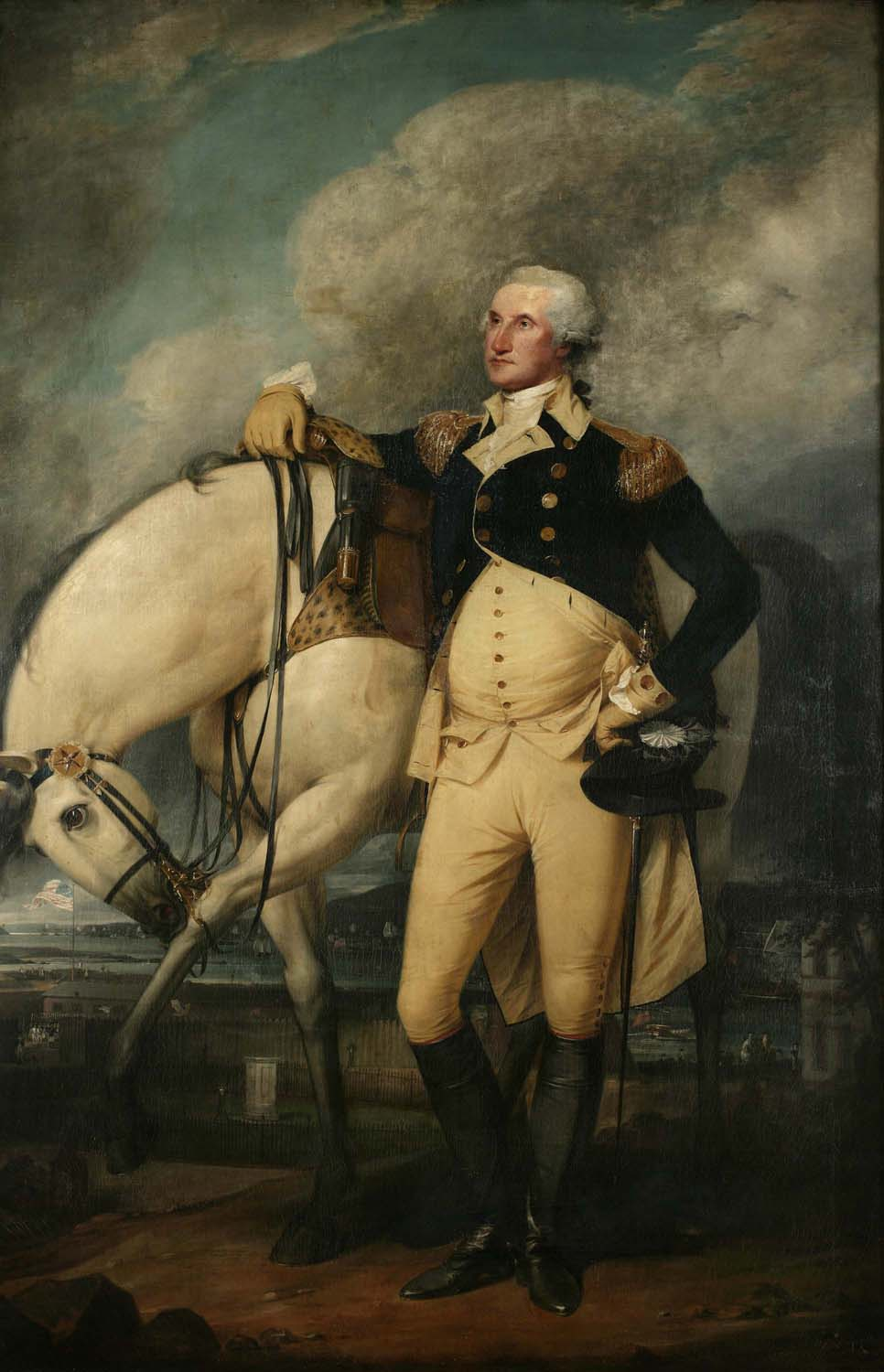
George Washington, Evacuation of New York, di John Trumbull, 1790, New York City Hall
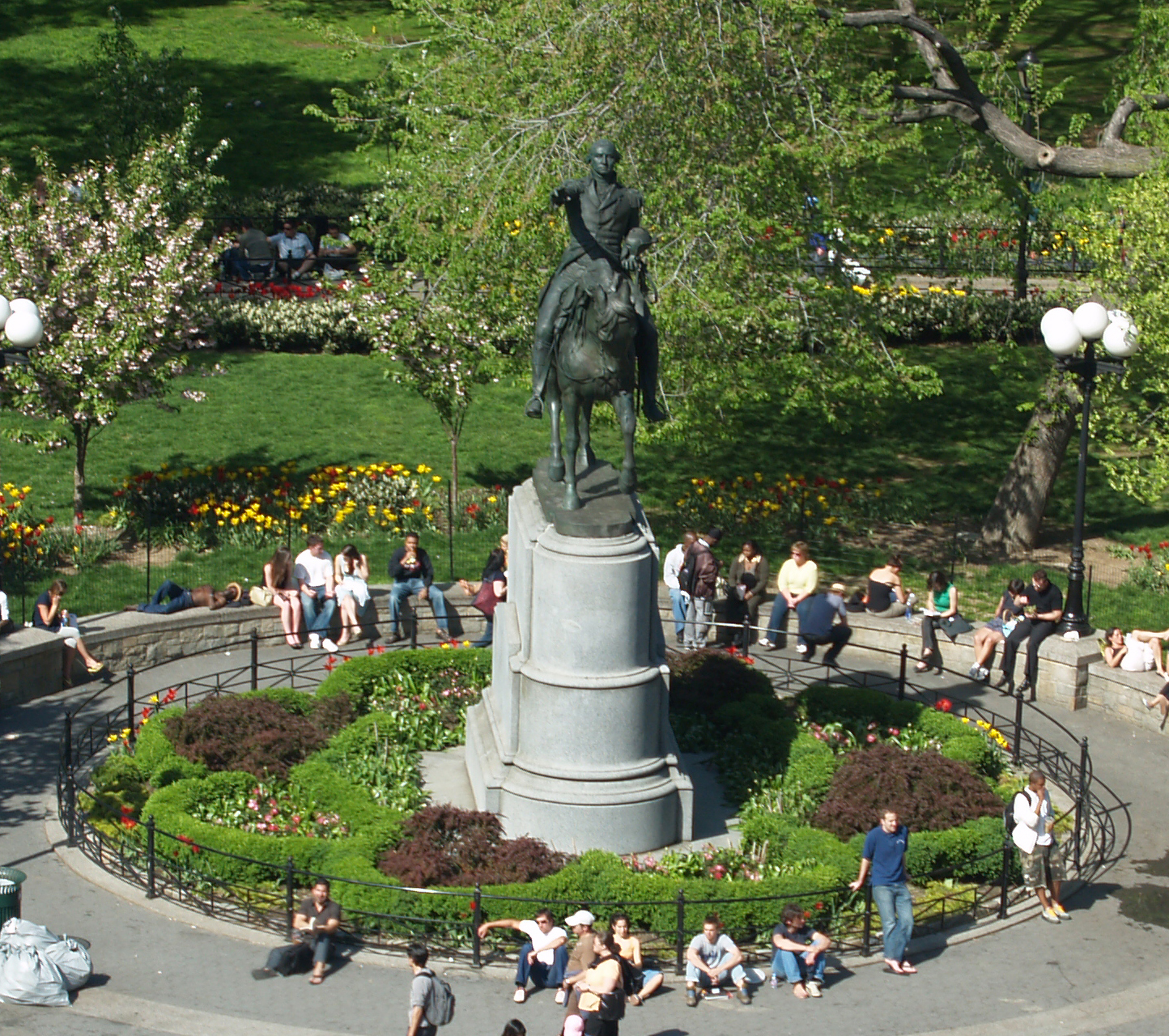
Henry Kirke Brown's George Washington in Union Square commemora l'entrata di Washingtonian città durante l'Evacuation Day

### Sviluppi successivi

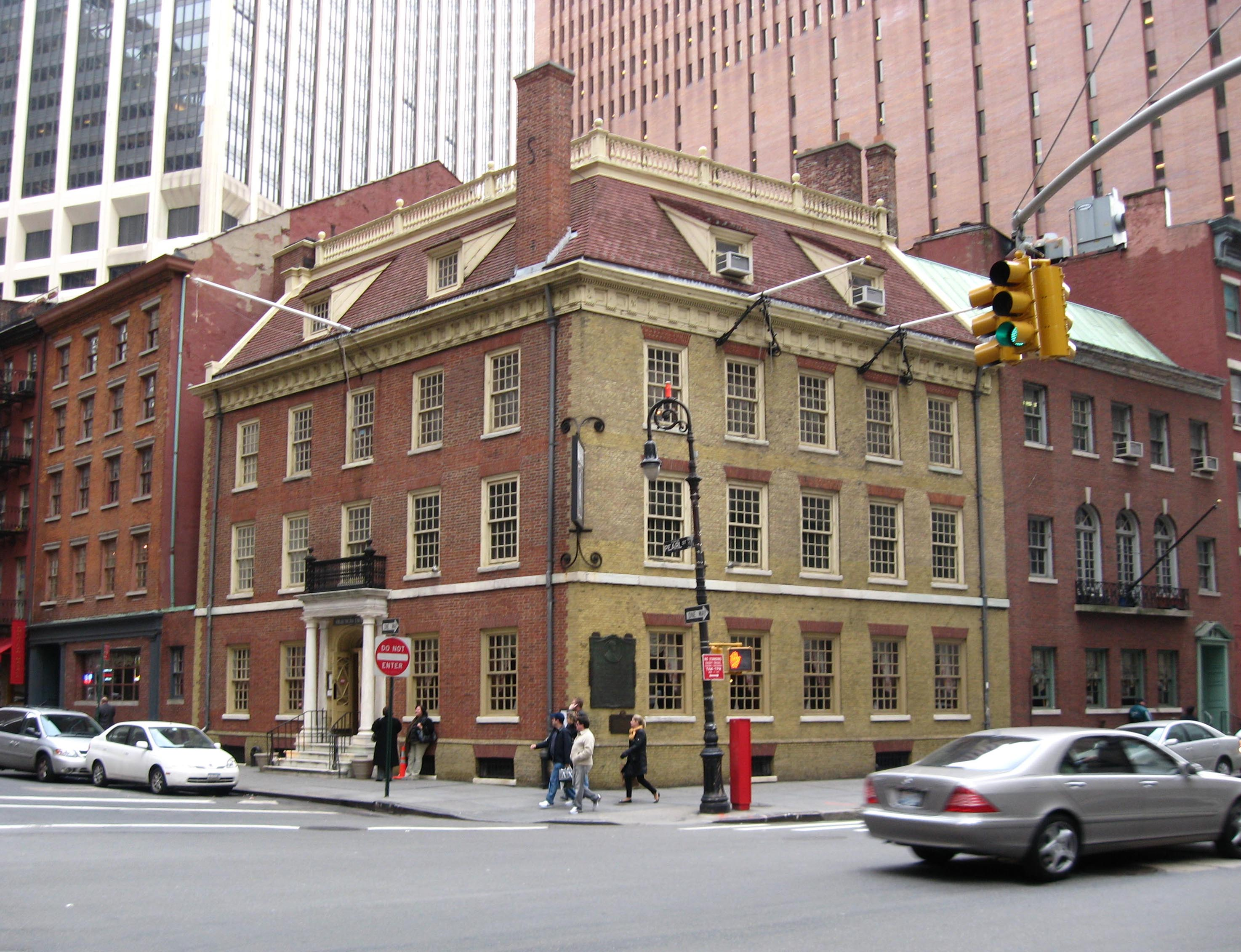
La Fraunces Tavern a New York

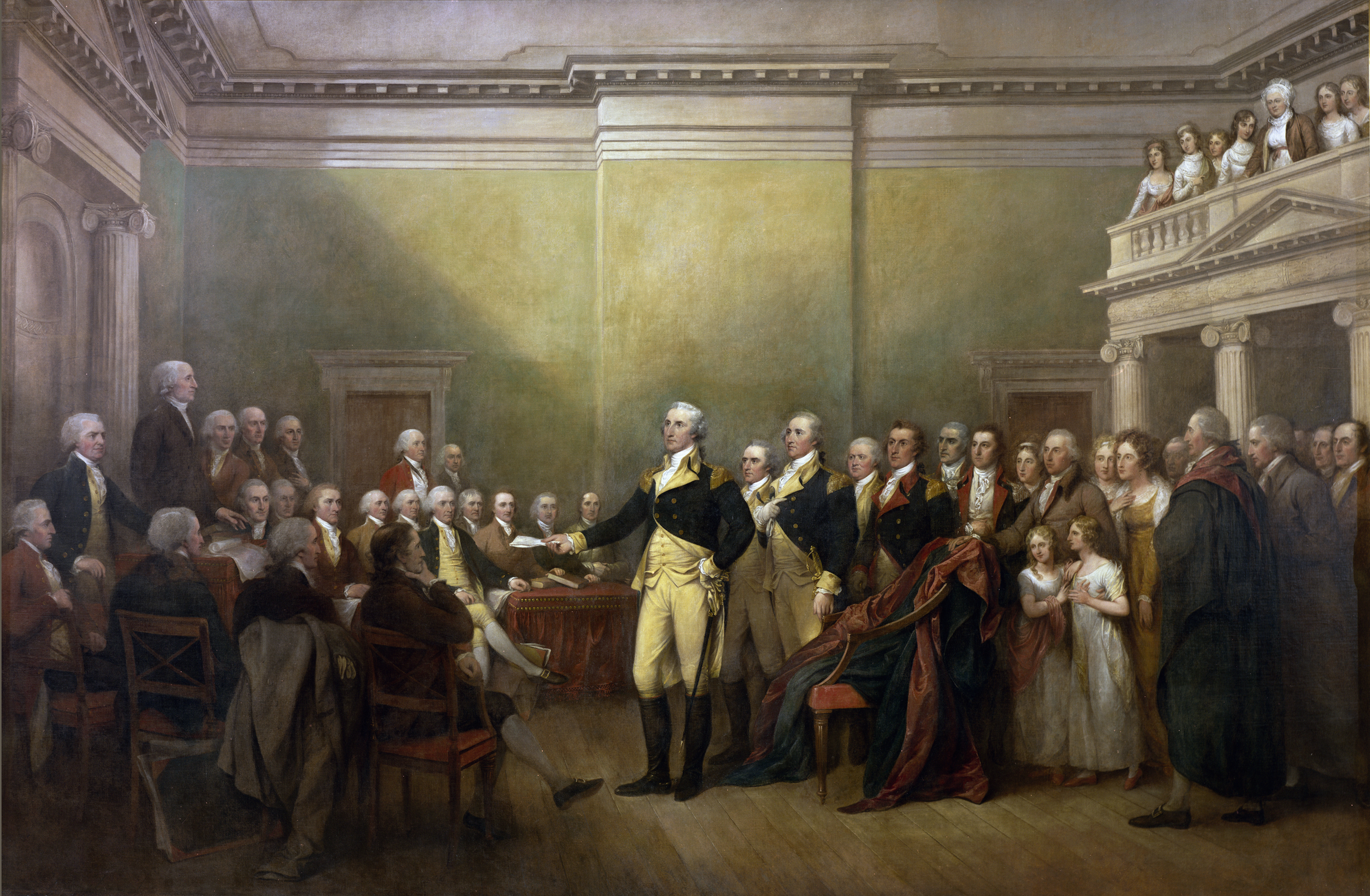
Washington si dimette da comandante (dipinto di John Trumbull, c. 1824).

Una settimana dopo, il 4 dicembre, alla Fraunces Tavern, tra Pearl Street e Broad Street, il generale Washington diede formalmente l'addio con un breve discorso ai suoi ufficiali, chiamando a sé ciascuno di loro per stringergli la mano.
In seguito Washington si diresse a sud, acclamato alle varie tappe lungo il percorso nel New Jersey e in Pennsylvania. Il 23 dicembre arrivò ad Annapolis (Maryland) dove presso la Maryland State House era riunito il Congresso della Confederazione per esaminare in dettaglio il Trattato di Parigi. Egli pronunciò un breve discorso nella Old Senate Chamber, consegnando la sciabola e rimettendo il mandato di comandante supremo delle forze americane al Presidente e ai delegati (in tal modo contribuendo ad affermare il principio del controllo civile dei militari). Dopo di ciò, ritornò alla vita privata nella sua casa-piantagione di Mount Vernon (Virginia).

## Commemorazione

### Popolarità iniziale

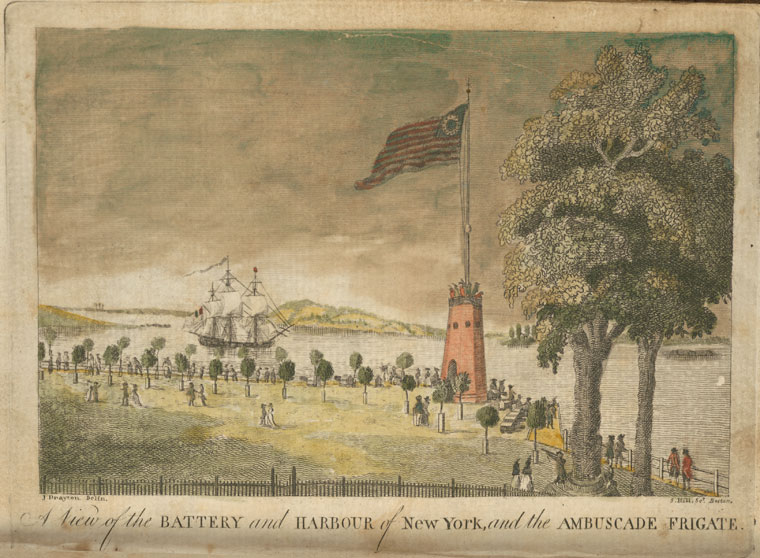
Veduta dell'asta commemorativa a Battery Park nella sua "gigantesca zangola", durante una visita da parte della fregata francese Embuscade (poco prima dell'azione del 31 luglio 1793).

Le prime celebrazioni pubbliche si tennero nel quarto anniversario, 1787, con una parata ed un feu de joie eseguiti dalla guarnigione cittadina, e nel contesto di una spinta federalista finalizzata alla ratifica della costituzione successiva alla Convenzione di Filadelfia.
Il Fort George britannico di Bowling Green fu demolito nel 1790, e in quell'anno fu costruito il Battery Flagstaff ("pennone della batteria") su terra appena riciclata sulla Battery, chiamata la "zangola", gestito da William e poi Lois Keefe; questo fu sostituito nel 1809, e demolito intorno al 1825. Nel 1809 il nuovo pennone si spostò a est sulla Battery con un gazebo decorativo, gestito in concessione. Il Battery Flagstaff commemorava l'Evacuation Day, ed è stato per più di cent'anni il sito della cerimonia annuale dell'alzabandiera con una bandiera da 50 x 100 piedi. La cerimonia dell'alzabandiera si ripeteva il Quattro Luglio, e dopo il 1853 si svolgeva nelle due date anche presso la Blockhouse No. 1 (Central Park).
Nell'Evacuation Day 1790 fu fondato il Veteran Corps of Artillery of the State of New York.
Si narra che John Van Arsdale fosse regolarmente invitato ad issare la bandiera nelle prime commemorazioni.
Washington Irving così descrisse una visita nel 1804 al pennone commemorativo: "Lo stendardo della nostra città, riservato, come un pregiato fazzoletto, per giornate di gala, appeso immobile al pennone, che forma l'impugnatura di una gigantesca zangola," nel suo A History of New York.
Lo Scudder's American Museum / Barnum's American Museum conservò (fino alla distruzione del museo per incendio nel 1865) quella che a suo dire era la bandiera originale dell'Evacuation Day 1783, e la esponeva all'Evacuation Day e al Quattro Luglio.
Nell'Evacuation Day 1811, l'appena completato Castle Clinton fu inaugurato con l'esplosione della sua prima salva di saluto.
Nell'Evacuation Day 1830 (o meglio, il 26 novembre, per le avverse condizioni meteo del 25) trentamila newyorchesi parteciparono ad un corteo fino a Washington Square Park per festeggiare la Rivoluzione di luglio avvenuta quell'anno in Francia.
Per più di un secolo l'evento fu commemorato con connotazioni patriottiche e politiche, in un clima di festa generale. A volte venivano organizzate gare per ragazzi di arrampicata sull'albero della cuccagna per ricordare la rimozione della Union Jack. L'Evacuation Day divenne anche oggetto di rappresentazioni teatrali, ad esempio nel 1832 al Bowery Theatre con il doppio spettacolo di Junius Brutus Booth e Thomas D. Rice. Dopo la morte del padre nel 1836, si dice che fosse David Van Arsdale ad issare la bandiera nelle cerimonie commemorative. C'era pure una parata tradizionale che prendeva le mosse dai pressi dell'attuale Cooper Union attraverso Bowery per concludere alla Battery.

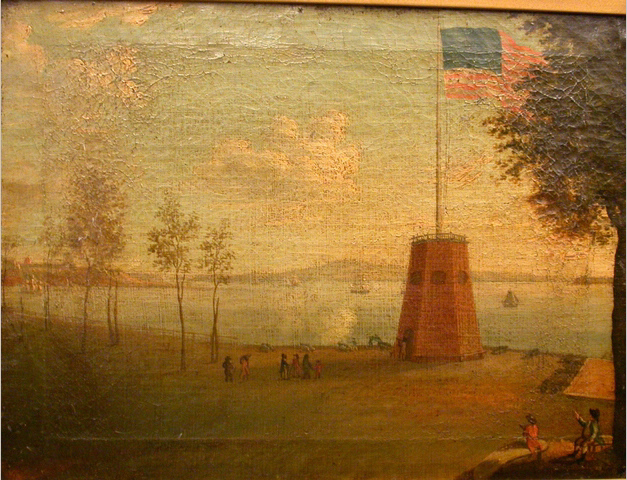
Dipinto del pennone e la "zangola" alla Battery.
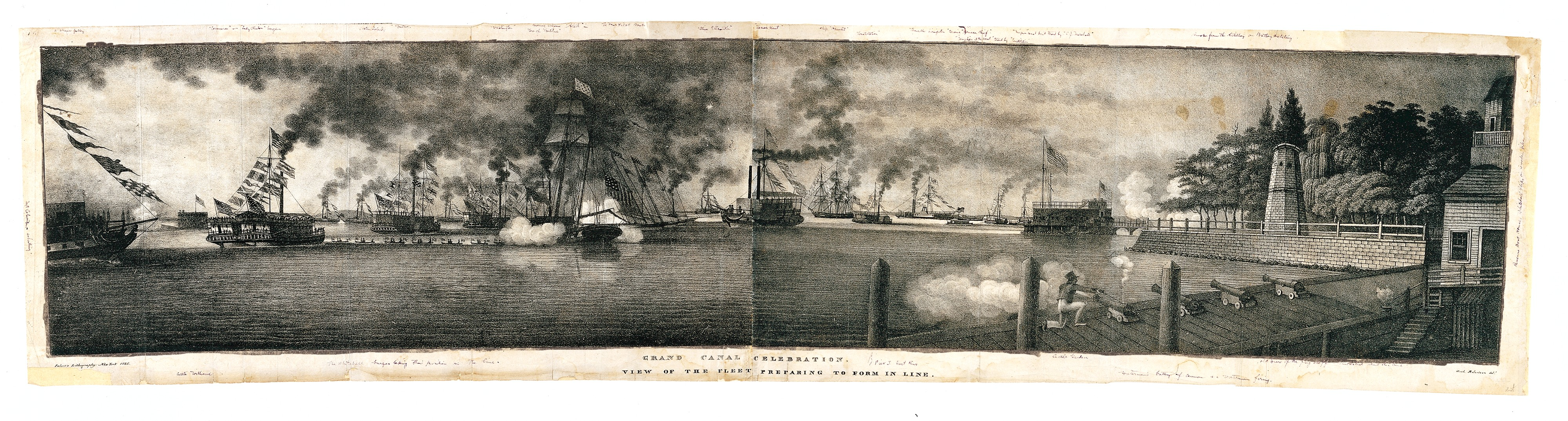
La "zangola" quando non fu più usata sotto al pennone, circa 1825
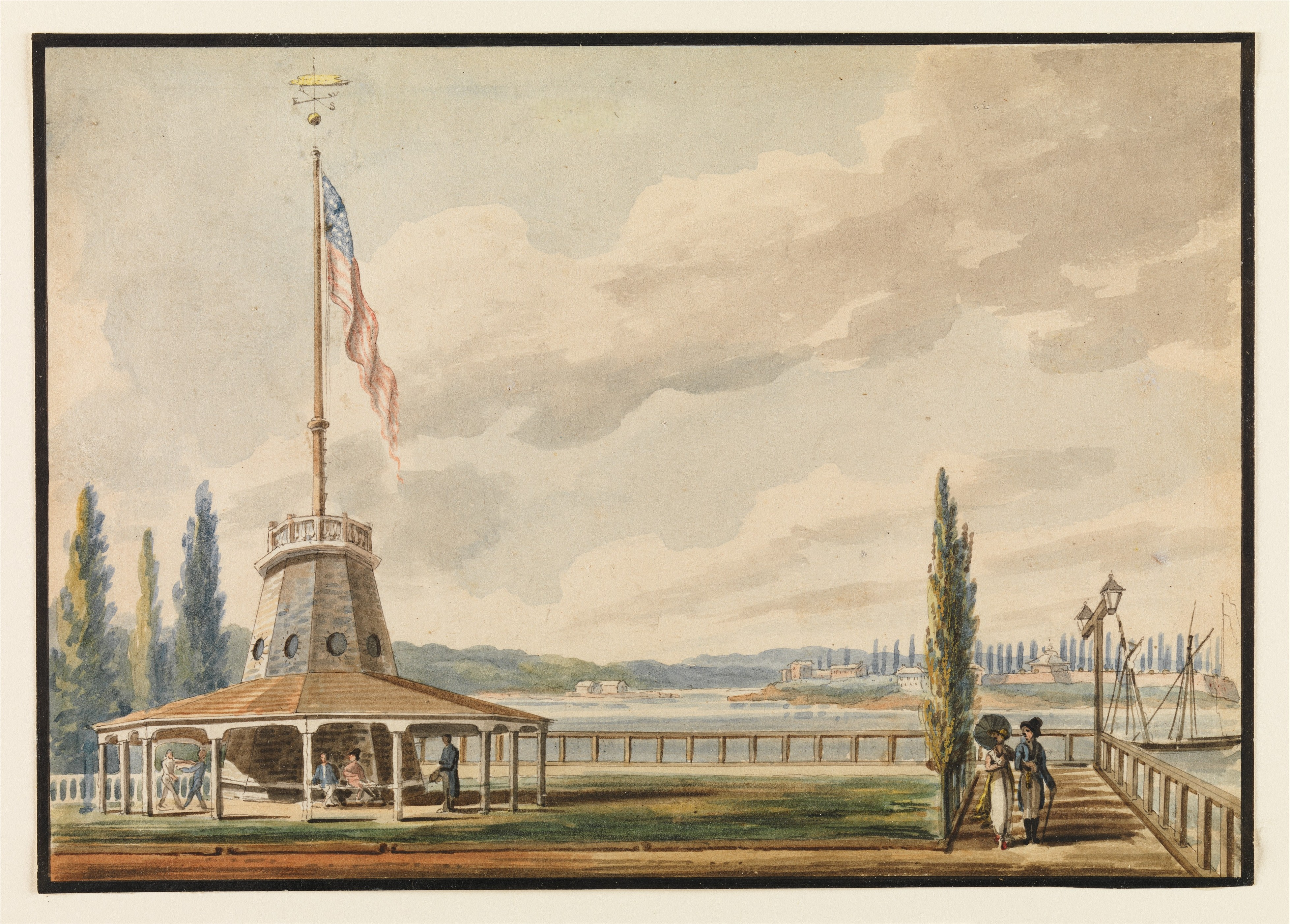
Una veduta del secondo Battery Flagstaff intorno al 1812, circondato dal gazebo.

### Metà Ottocento e declino

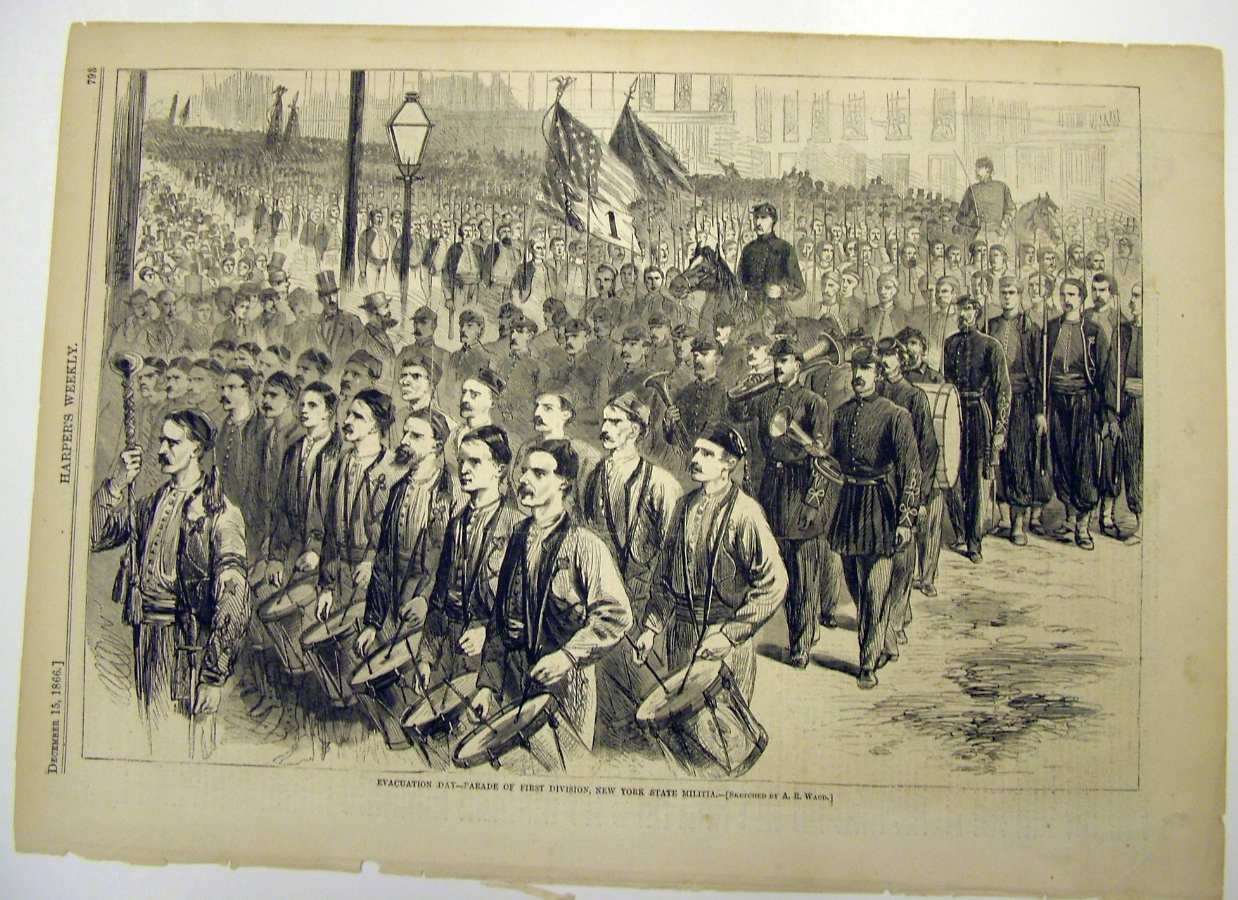
Evacuation Day Parade della First Division comandata da Charles W. Sandford, New York State Militia, 1866

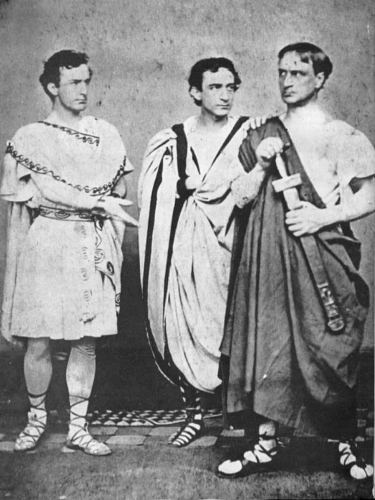
Julius Caesar al Winter Garden Theatre, con John Wilkes Booth, Edwin Booth, e Junius Brutus Booth, Jr., 25 novembre 1864.

L'importanza della commemorazione stava scemando nel 1844, all'approssimarsi della guerra messico-statunitense del 1846–1848.
Ad ogni modo, la dedicazione del monumento a William J. Worth, generale della guerra messico-statunitense, si tenne a Madison Square di proposito nell'Evacuation Day 1857.
Nell'agosto 1863 il Battery Flagstaff fu distrutto da un fulmine, e si dovette sostituirlo.
Prima che diventasse una festività nazionale, Thanksgiving ("Il giorno del ringraziamento") era proclamato a varie date dai governatori degli stati — ancora nel 1847, New York festeggiava Thanksgiving lo stesso giorno di Evacuation Day, una felice coincidenza notata da Walt Whitman, in un pezzo sul Brooklyn Eagle. L'osservanza della data fu anche diminuita dalla Proclamazione di Thanksgiving Day da parte del 16º presidente Abraham Lincoln il 3 ottobre 1863, che invitò tutti gli americani "in ogni parte degli Stati Uniti, ed anche quelli che sono sul mare e quelli che stanno soggiornando all'estero, a raccogliersi e osservare l'ultimo giovedì di novembre d'ora in poi come una giornata di ringraziamento." Quell'anno il giovedì cadeva il 26 novembre. Gli anni successivi Thanksgiving fu celebrato il 25 o intorno a quel giorno, rendendo ridondante l'Evacuation Day.
L'Evacuation Day 1864 i fratelli Booth tennero una recita di Julius Caesar al Winter Garden Theatre per raccogliere fondi per la statua di Shakespeare successivamente collocata in Central Park. Lo stesso giorno alcuni sabotatori confederati, nel tentativo di distruggere la città, appiccarono il fuoco ad un edificio adiacente, e per qualche tempo disturbarono la rappresentazione.
All'epoca c'era una tradizionale filastrocca per bambini che diceva:
(Riker (1883), p. 22.)
Nel tempo, la celebrazione e i suoi sentimenti anti-britannici vennero associati alla locale comunità irlandese.

### Centenario e dissolvenza nel XX secolo

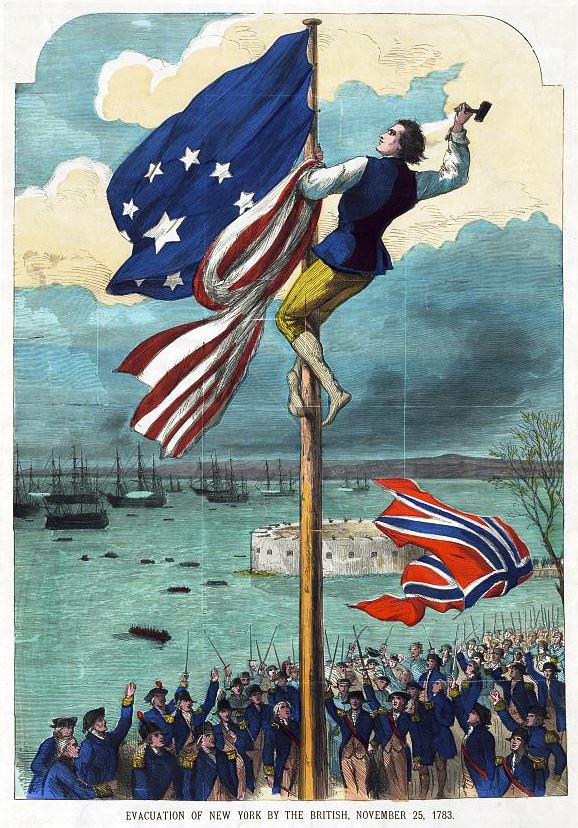
Innalzamento della Stars and Stripes, stampa del 1883 che mostra una variante della Cowpens flag (antica bandiera USA, precedente al disegno odierno) e una Union Jack del tutto falsata.

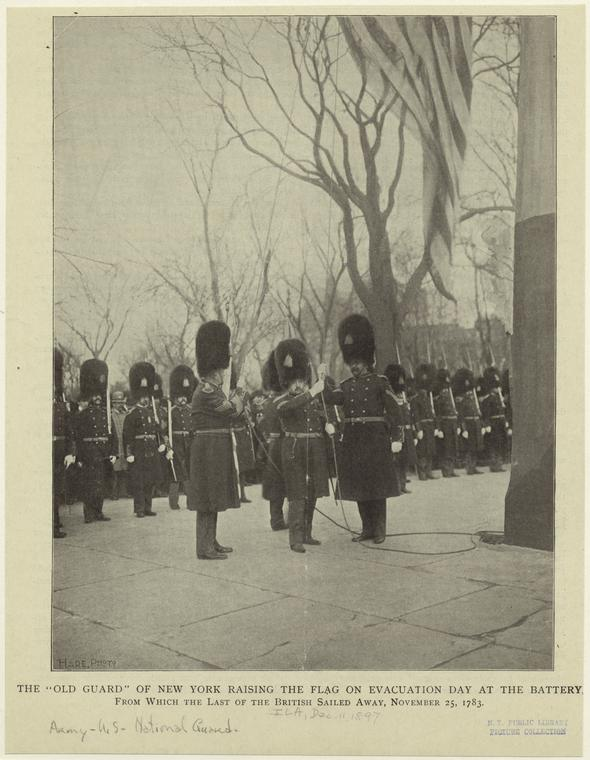
La Old Guard di New York alza la bandiera in occasione dell'Evacuation Day alla Battery, 1897.

Negli anni 1890 l'anniversario fu celebrato a New York in Battery Park da Christopher R. Forbes, pronipote di John Van Arsdale, con la partecipazione di un'associazione di reduci della Guerra Civile di Manhattan — gli Anderson Zouaves. John Lafayette Riker, il comandante originale degli Anderson Zouaves, era un altro pronipote di John Van Arsdale. Il fratello maggiore di Riker era il genealogista di New York James Riker, autore di Evacuation Day, 1783 per le spettacolari celebrazioni del centenario (1883), che sono state classificate "uno dei grandi eventi civici del diciannovesimo secolo a New York City."
David Van Arsdale era morto in novembre 1883 appena prima del centenario, dopo aver contribuito all'evento sino all'anno prima, e fu sostituito da suo nipote.
Nell'ambito delle celebrazioni dell'Evacuation Day 1883 (il 26 novembre) fu svelata la statua a George Washington sulla scalinata del Federal Hall National Memorial.
Nell'Evacuation Day 1893 fu svelata la statua di Nathan Hale che oggi si trova a City Hall Park.
Nel 1895 Asa Bird Gardiner rivendicò il diritto di organizzare l'alzabandiera, affermando che la sua organizzazione, la General Society of the War of 1812, era la vera erede del Veteran Corps of Artillery.
Nel 1900 fu negato a Christopher R. Forbes l'onore di alzare la bandiera alla Battery all'Indipendence Day e all'Evacuation Day e risulta che né lui né alcun'organizzazione di veterani associata alla famiglia Van Arsdale-Riker o gli Anderson Zouaves abbiano partecipato alla cerimonia dopo questa occasione. Nel 1901 Forbes alzò la bandiera alla dedicazione di Bennett Park. In seguito al miglioramento delle relazioni anglo-americane alla vigilia della prima guerra mondiale, l'osservanza quasi svanì.
Mei primi anni del XX secolo fu usato come pennone quello della barca Constitution che aveva vinto l'America's Cup nel 1900. Il pennone commemorativo era ancora ricordato come attrazione da una guida della città del Federal Writers' Project nel 1939, e la cerimonia dell'alzabandiera nella ricorrenza durò fino agli anni 1950.
L'evento fu celebrato ufficialmente l'ultima volta il 25 novembre 1916, con una marcia attraverso Broadway conclusasi con l'alzabandiera eseguito da sessanta membri della Old Guard. È stato riferito che il pennone si trovava presso le statue di John Ericsson e Giovanni da Verrazzano. Il pennone figurava su una mappa di Battery Park nella WPA New York City Guide del 1939. Fu rimosso verso gli anni 1950. Più avanti, il presidente del consiglio comunale Paul O'Dwyer manifestò interesse per il ripristino del pennone nel bicentenario degli Stati Uniti (1976). Il bicentenario dell'Evacuation Day (1983) vide l'intervento del dirigente sindacale Harry Van Arsdale, Jr. (discendente di John Van Arsdale). Nel 1996 sul pennone di Bowling Green (New York) fu applicata una targa commemorativa dell'Evacuation Day.
La confraternita dei Sons of the Revolution continua a tenere una volta l'anno il suo 'Evacuation Day Dinner' ("Pranzo dell'Evacuation Day") da Fraunces Tavern.

### XXI secolo e nuove iniziative
Anche sei un po' trascurato nel secolo precedente, il 225º anniversario dell'Evacuation Day fu commemorato il 25 novembre 2008, con riflettori che tagliavano il buio dalle alture dominanti del New Jersey e di New York. I riflettori sono i sostituti moderni dei falò che fungevano da telegrafo ottico in molte delle stesse località durante la rivoluzione. I sette siti del New Jersey nella guerra d'indipendenza sono Beacon Hill in Summit, South Mountain Reservation in South Orange, Fort Nonsense in Morristown, Washington Rock in Green Brook, il Navesink Twin Lights, Princeton, e Ramapo Mountain State Forest presso Oakland. Le cinque località (dello stato di) New York che hanno contribuito alla celebrazione sono: Bear Mountain State Park, Storm King State Park, Scenic Hudson's Spy Rock (Snake Hill) in New Windsor, Washington's Headquarters State Historic Site in Newburgh, Mount Beacon di Scenic Hudson.

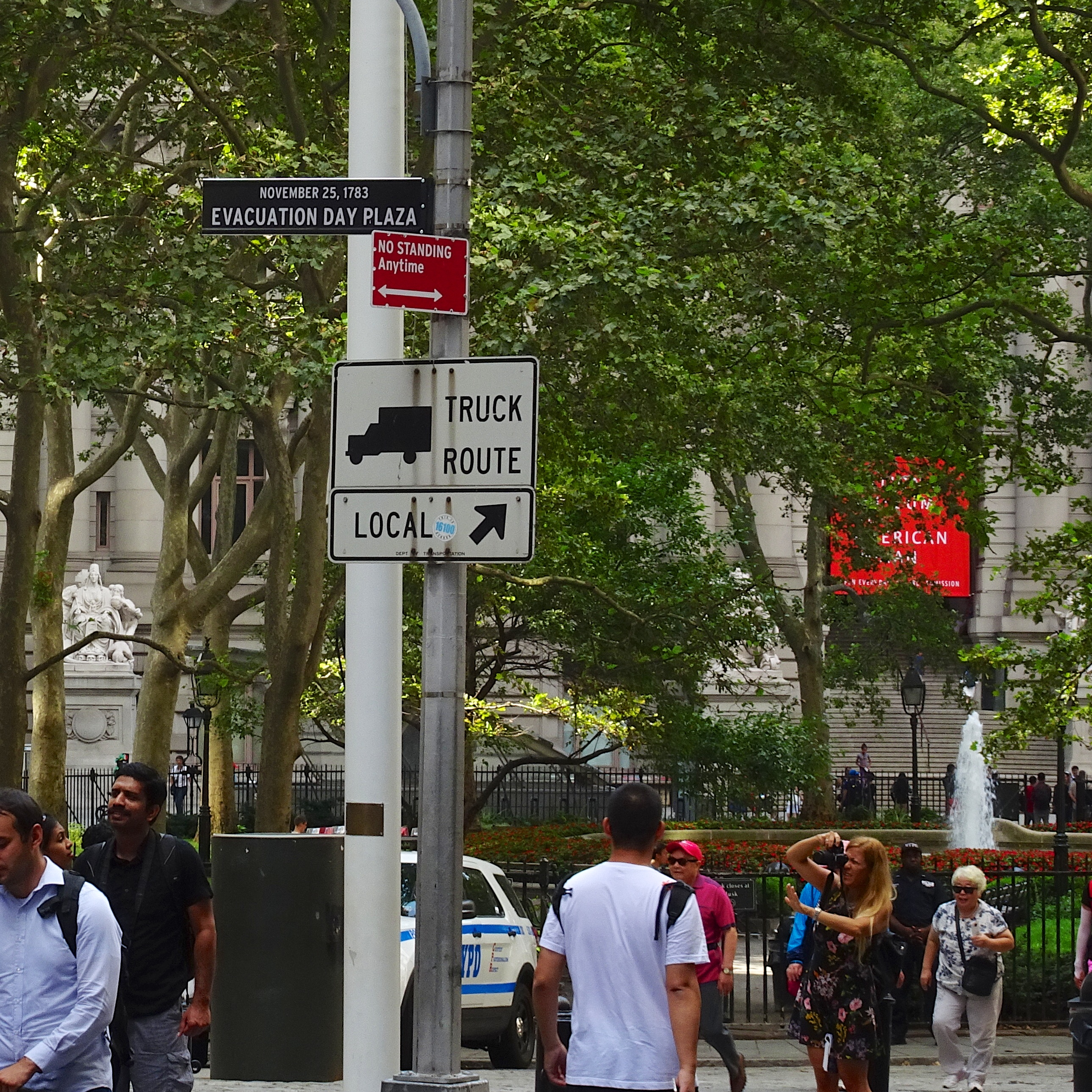
Bowling Green Plaza, New York City - veduta a sud.

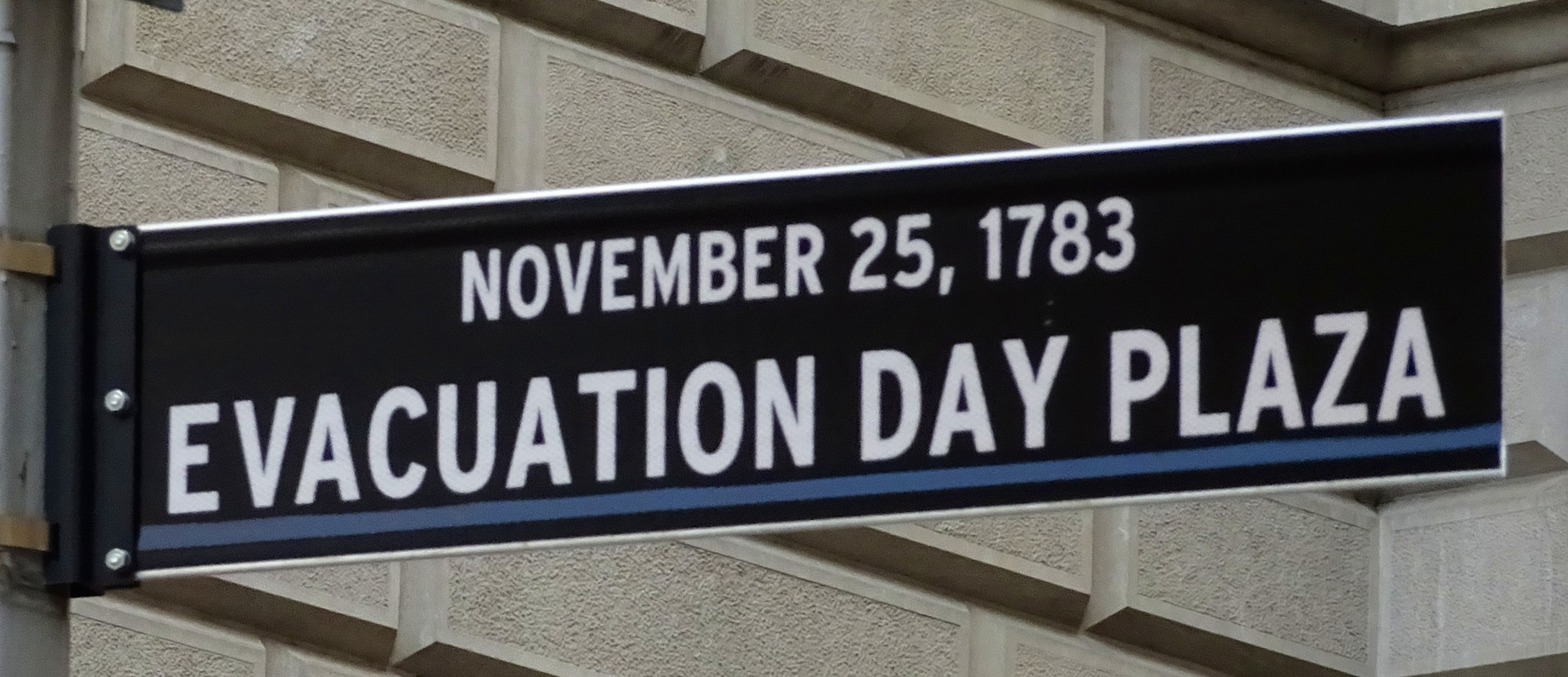
Bowling Green Plaza, New York City - segnale "Evacuation Day Plaza".

Arthur R. Piccolo, presidente della Bowling Green Association e James S. Kaplan della Lower Manhattan Historical Society proposero di intitolare all'Evacuation Day una parte di Bowling Green, una strada di Lower Manhattan. La proposta fu inizialmente respinta dal consiglio comunale di New York, per contrasto con una norma locale che impone che l'eventuale ridenominazione di una strada commemori una persona, un'organizzazione, o un'opera culturale. Tuttavia, grazie al sostegno della consigliera Margaret Chin e di altri fautori che invocarono i casi di strade o piazze ribattezzate "Do the Right Thing Way", "Diversity Plaza", "Hip Hop Boulevard", and "Ragamuffin Way", il consiglio mutò decisione, approvando il nuovo nome della strada il 5 febbraio 2016.